# Coverband
Coverband ist die Bezeichnung für eine Musikgruppe, die hauptsächlich Stücke anderer, meist bekannter Gruppen covert, also nachspielt.
Ein gecovertes Stück kann dabei von originalgetreu dargeboten bis neu arrangiert und eigeninterpretiert klingen. Da erst in jüngerer Zeit der Interpret eine zentrale Rolle spielt, beschränkt sich das Phänomen der Coverbands weitgehend auf die Pop- und Rockmusik. Mit steigender Popularität von Coverbands haben sich neben der qualitätsorientierten Spielweise auch bestimmte Kategorien etabliert. Allgemein bekannt sind in diesem Genre Top-40-Coverbands, Revival-Bands und Tribute-Bands.
Die Aufführung von Stücken anderer Bands ist in der Regel vergütungspflichtig. Es muss (je nach Größe der Veranstaltung) ein entsprechender Betrag an die GEMA gezahlt werden. Bei Veröffentlichung auf einem Tonträger, muss, wenn das Material nicht 1 zu 1 nachgespielt, sondern interpretiert (bearbeitet) wird, eine Genehmigung des Verlags vorliegen.

## Top-40-Coverband/Partyband
Unter diesen Begriffen fallen die meisten Coverbands. Ihr Hauptaugenmerk liegt in der Masse an bekannten Liedern, die überwiegend bei Stadt- und Straßenfesten, Vereinsfeiern und Tanzabenden dargeboten werden. Hier wird musikalisch betrachtet nicht immer so stark auf Authentizität geachtet, wie es bei Tribute Bands und Revival Bands der Fall ist.

## Revival- und Tributeband
Unter die Bezeichnung Tribute-Band fallen alle Coverbands, die sich ausschließlich einem Thema oder einem Interpreten widmen. Mit möglichst authentischer musikalischer Darbietung, Bühnengarderobe, Instrumenten und Show-Einlagen versuchen solche Coverbands beim Publikum die Illusion zu erzeugen, ein Konzert der Originalformation zu besuchen. Der Unterschied zwischen Revival Bands und Tribute Bands liegt eigentlich darin, dass Revival Bands ausschließlich Interpreten nachspielen, die entweder verstorben sind oder die es als Formation nicht mehr gibt. Tribute Bands hingegen kopieren Interpreten, die selbst noch Konzerte geben. Die Grenzen der beiden Genres sind jedoch in der Umgangssprache fließend. Häufig lässt die Popularität der Originalgruppe auf eine entsprechend gute Vermarktungsfähigkeit der Coverband schließen.
Einige Tribute Bands haben darüber hinaus den Anspruch, eigene Improvisationen in ihre Konzerte mit einfließen zu lassen. Diese sind aber nicht, wie bei Coverbands, Ausdruck eines eigenen Stils. Vielmehr versuchen die eigenen Improvisationen der Tribute Band so zu klingen, als hätten sie auch von den Vorbildern selbst stammen können.

## Beispiele für bekannte Coverbands
- Adoro (deutsche Hits)
- Apocalyptica (Cello Metal Quartett)
- A*Teens (ABBA)
- Beatallica (Beatles-Hits im Stil von Metallica)
- Blue Lagoon (Pophits)
- Der Popolski Show (Pophits mit Comedy-Rahmenhandlung)
- Dieter Thomas Kuhn & Band (Schlager)
- Guildo Horn & die orthopädischen Strümpfe (Schlager, auch eigene Titel)
- Groove Coverage (Pophits)
- Hermes House Band (Pophits)
- J.B.O. (Welthits als Metal-Parodien)
- Max Raabe & Orchester (Schlager der Vorkriegszeit)
- Me First and the Gimme Gimmes (Pophits)
- Schmeisig (diverse Genres akustisch im Country- und Folk-Stil)
- Scott Bradlee’s Postmodern Jukebox (Popsongs als Jazz-Version)
- Shanadoo (E-Rotic, Vanilla Ninja)
- Ten Masked Men (Pophits)
- The Baseballs (Pophits im Rock'n'Roll-Stil)